# کیفر شهوت
کیفر شهوت (ایتالیایی: La Punizione della Lussuria) یا کیفر تجمل یک نقاشی رنگ روغن از جووانی سگانتینی است که سال ۱۸۹۱ کشیده شد. نقاشی زنانی معلق در هوا را به تصویر می‌کشد؛ نمادی از زنانی که بچه‌شان را سقط یا رها کرده و رفاه زندگی را به وظیفه مادری ترجیح داده‌اند. بر اساس باور کاتولیکی او زن جز در نقش مادری به کمال نمی‌رسد. چشم‌انداز آلپ همچون بسیاری از آثار دیگرش پس‌زمینهٔ اثر را شکل داده است.